# Tomás Bobadilla
Don Tomás Bobadilla y Briones, född 1785, död 1871, president i den centrala regeringens junta på Dominikanska republiken, 1 mars-5 juni 1844, med Manuel Jimenes som vicepresident. 